# 莫瑟洛德阿克里斯 (加利福尼亞州)
莫瑟洛德阿克里斯（英語：Mother Lode Acres）是位於美國加利福尼亞州卡拉韋拉斯縣的一個非建制地區。該地的面積和人口皆未知。

## 地理
莫瑟洛德阿克里斯的座標為38°06′28″N 120°54′13″W / 38.10778°N 120.90361°W，而該地的平均海拔高度為74米（即243英尺）。